# Liste der Bodendenkmale in Doberschau-Gaußig
In der Liste der Bodendenkmale in Doberschau-Gaußig sind die Bodendenkmale der Gemeinde Doberschau-Gaußig und ihrer Ortsteile nach dem Stand der Auflistung von Harald Quietzsch und Heinz Jacob aus dem Jahr 1982 aufgelistet. Eventuelle Änderungen und Ergänzungen, insbesondere aus der Zeit nach der Wende, sind nicht berücksichtigt, da für Sachsen aktuell keine neueren allgemein zugänglichen Bodendenkmallisten vorliegen. Die Baudenkmale sind in der Liste der Kulturdenkmale in Doberschau-Gaußig aufgeführt.
| Denkmal-ID | Fundart             | Ortsteil      | Bezeichnung                | Zeitstellung | Lage                                                          | Bemerkungen | Bild |
| ---------- | ------------------- | ------------- | -------------------------- | ------------ | ------------------------------------------------------------- | --- | ---- |
| ?          | Befestigung > Burg  | Diehmen       | Wehranlage                 | Mittelalter  | südöstlicher Ortsrand, östliche Talkante des Langen Wassers   | Weiträumiges Areal, ursprünglich wohl vollständig von einem dammartigen Wallzug eingefasst, Schutz seit 13. Juli 1978 |      |
| ?          | Befestigung > Burg  | Doberschau    | Wallanlage „Alte Schanze“  | Slawenzeit   | südlich des Orts, östliches Hochufer der Spree                | Kantenbefestigung durch Sichelwall, Schutz seit 13. Dezember 1937, erneuert 1. Dezember 1958                          |      |
| ?          | Befestigung > Burg  | Doberschau    | Wasserburg                 | Mittelalter  | westlicher Ortsrand, Gutsbereich                              | Befestigter Hof, Grabenreste erhalten, Schutz seit 30. August 1935, erneuert 1. Dezember 1958                         |      |
| ?          | Befestigung > Burg  | Drauschkowitz | Wasserburg                 | Mittelalter  | nordwestlicher Ortsrand, westlicher Gutsbereich               | überbaut, Graben weitgehend eingeebnet, Schutz seit 28. Juni 1935, erneuert 1. Dezember 1958                          |      |
| ?          | Grabmal > Grabhügel | Gaußig        | Gruppe von 11 Hügelgräbern | Bronzezeit?  | nordöstlich des Orts im Wald, südöstlich der Schäferei        | Schutz seit 20. Mai 1971                                                                                              |      |
| ?          | Befestigung > Burg  | Naundorf      | Wehranlage „Raubschloss“   | Mittelalter  | südöstlich des Orts, nördlich der Gickelshäuser               | Turmhügelburg mit Wall und Graben, Schutz seit 25. Februar 1937, erneuert 1. Dezember 1971                            |      |
| ?          | Befestigung > Burg  | Techritz      | Wasserburg                 | Mittelalter  | südlicher Ortsteil, südöstlicher Gutsbereich, am Techritzbach | überbaut und verändert, Schutz seit 10. Juli 1939, erneuert 1. Februar 1959                                           |      |